# Nervo (Duo)
Nervo (auch The Nervo Twins) ist ein australisches EDM-Duo, bestehend aus den Zwillingen Miriam und Olivia Nervo (* 17./18. Februar 1982 in Ivanhoe, Melbourne). Aktiv sind sie als Models, Sängerinnen, Songwriterinnen und DJs. Mit ihrer Musik vertreten sie hauptsächlich die Genres Dance und Electro House.

## Geschichte

### Kindheit und Jugend
Die Zwillinge wurden in Ivanhoe, einem Vorort von Melbourne geboren, wo sie auch aufwuchsen. Erst kam Miriam am 17., dann Olivia am 18. Februar 1982 auf die Welt. Sie begannen ihre Karrieren als Models in Australien bei der Chadwick Models Agency. Sie waren Botschafter beim L’Oréal Fashion Festival.

### Bis 2011: Musikalische Anfänge und erster Plattenvertrag
Im Alter von 16 Jahren hatte das Duo sich bereits einen Namen in der Model-Szene verschafft, beschloss aber, sich beruflich mehr auf die Musik zu konzentrieren. Sie wurden von der Opera Australia Academy angenommen, entschieden sich jedoch dafür, sich der Popmusik zu widmen. Mit 18 Jahren trafen sie in Melbourne einen Produzenten, der sie bat, einige Demo-Songs aufzunehmen. Daraufhin unterzeichneten sie einen Vertrag bei Sony/ATV Music Publishing und begannen eine Songwriting-Karriere. Unter anderem schrieben sie zahlreiche Lieder für Künstler wie Kesha, die Pussycat Dolls, Sophie Ellis-Bextor, Ashley Tisdale oder Rachel Stevens. Außerdem beteiligten sie sich 2008 am Songwriting für David Guettas Lied When Love Takes Over mit Kelly Rowland, der einen Grammy gewann und weltweit zahlreiche Chartplatzierungen verbuchen konnte.
Im März 2010 gaben Nervo bekannt, einen Vertrag mit dem Label „Virgin Records/EMI Music“ unterzeichnet zu haben. Einen Monat später veröffentlichten sie das Lied This Kind Of Love als Single. Weiterhin arbeiteten sie an Aufnahmen für Kylie Minogue, Britney Spears, Cheryl Cole, Armin van Buuren und erneut für Kelly Rowland. Sie veröffentlichten ebenfalls ihre Single „Irresistible“, welche die Höchstplatzierung in den UK Club Charts erreichte.

### 2011–2012: Steigende Popularität auf Festivals
Im Juni 2011 eröffneten Nervo die Femme Fatale Tour von Britney Spears. Im Juli 2011 veröffentlichten sie gemeinsam mit Afrojack und Dimitri Vegas & Like Mike den Track The Way We See The World, der als Hymne für das Tomorrowland-Festival in Belgien agierte. Dort traten sie zwei Wochen später als DJs auf. Zudem standen sie mit Afrojack und Dimitri Vegas & Like Mike gemeinsam auf der Bühne, um das Lied zu präsentieren. Am 2. September 2011 folgte We’re All No One. Eine zweite Kollaboration mit Afrojack, bei der zudem Steve Aoki mitwirkte. Sie standen mit dem Lied ein weiteres Mal an der Spitze der UK Club Charts.
Im August 2011 unterzeichneten sie bei der Modelagentur Wilhelmina Models und traten zweimal im Pacha auf Ibiza auf. Mit The Night Of Your Life von David Guetta & Jennifer Hudson, Don’t Go Breaking My Heart von Agnes Carlsson und Try With Me von Nicole Scherzinger erreichten Nervo als Songwriterinnen weitere kommerzielle Erfolge.
2012 traten die Zwillinge auf einigen Festivals auf, wie zum Beispiel Creamfields in Brasilien, Sunset Music Festival in Tampa, Electric Daisy Carnival in Las Vegas, Nature One in Kastellaun und Spring Awakening Music Festival in Chicago. Außerdem veröffentlichten sie ihre neue Single You’re Gonna Love Again. Sie traten auch beim Tomorrowland 2012 auf und stellten dort u. a. Like Home, ihre neue Zusammenarbeit mit Nicky Romero vor. Im September erschien der Song In My Head, zu dem Nervo den Gesang beisteuerten, auf David Guettas Erfolgsalbum Nothing but the Beat 2.0.

### 2013–2014:RevolutionundReady for the Weekend
Im Frühling 2013 veröffentlichten Nervo die Single Hold On, welche ihnen erstmals in ihrer Karriere Platz 1 in den US Billboard Dance Charts bescherte. Zudem erreichten sie mit der Single Revolution eine hohe Reichweite und rückten unter anderem in den britischen Single-Charts bis auf Platz 37. Weiterhin erreichten sie die belgischen und französischen Single-Charts. Bei dem Titel wirkten neben den Zwillingen ebenfalls die niederländischen Produzenten R3hab und Ummet Ozcan mit. Gelobt wurde zudem das aufwändige Musikvideo, in dem alle Musiker mitwirkten.
Später im Jahr 2013 folgte das Lied Army, das sie zusammen mit Sultan + Ned Shepard sowie R&B-Musiker Omarion aufnahmen. Parallel produzierten die Zwillinge einen offiziellen Remix des Songs Time After Time von Cyndi Lauper für das Album „She's So Unusual: A 30th Anniversary Celebration (Deluxe Edition)“, welches am 1. April 2014 erschien.
In den DJ Mag Top 100 des Jahres 2013 stiegen Nervo von Platz 46 auf Platz 16, womit sie weiterhin mit Abstand die höchstplatzierten weiblichen DJs dieser Rangliste sind.
Mit Ready For The Weekend erreichten sie 2014 die Spitze der Beatport-Charts. Hierbei arbeiteten sie ein zweites Mal mit R3hab zusammen. Vocals steuerte zudem Ayah Marar bei. Rise Early Morning, das gemeinsam mit dem US-amerikanischen Dream-Pop-Trio Au Revoir Simone entstand, erschien als erste Single-Auskopplung ihres kommenden Studioalbums Collateral im Herbst 2014.

### 2015–2016:Collateral
It Feels erschien Anfang 2015 als Single. Der Song entstand in Zusammenarbeit mit dem US-amerikanischen Songwriter und Produzenten KSHMR und vertrat einen eher ruhigeren Stil, als ihre vorherigen Singles. Haute Mess folgte als dritte Single-Auskopplung und konnte bis auf Platz fünf der US-amerikanischen Dance-Charts vorrücken. Zudem wirkten sie mit Tony Junior an Steve Aokis Studioalbum Neon Future II bei dem Lied Lightning Strikes mit. Dieses folgte einige Zeit später als Single-Auskopplung und erfreute sich großer Beliebtheit in der EDM-Szene.
Am 24. Juli 2016 erschien mit Collateral ihr Debüt-Studioalbum. Dieses zog eine ganze Reihe Single-Auskopplungen mit sich. Darunter Hey Ricky mit Kreayshawn, Dev und Alisa Ueno, The Other Boys mit Kylie Minogue, Jake Shears und Nile Rodgers sowie Let It Go mit Nicky Romero. Im Juni 2016 folgte Did We Forget als letzte Auskopplung. Hierbei steuerte Amba Shepherd den Gesang bei. Kurz darauf veröffentlichten sie das Lied People Grinnin, bei dem Child of Luv mitwirkte. Mit dem Lied sowie dem Musikvideo greifen sie die Thematik der Geschlechterrolle im Hinblick auf Technik und verstärkt ihre eigene Entwicklung in der DJ-Szene auf. Der Track rückte bis auf Platz eins der US-amerikanischen Dance-Charts vor.

### 2017:Lost in You
Im September 2016 erschien mit Anywhere You Go eine Kollaboration mit Timmy Trumpet. Hierbei vertreten sie jedoch nicht dessen typischen Big-Room-Stil, sondern verfolgen eine Mischung aus Tropical- und Deep-House. In Your Arms folgte im Frühjahr 2017 im Trap-Gewand. Am 14. April 2017 veröffentlichten sie zusammen mit Quintino den Future-Bass-Song Lost in You über „Spinnin’ Records“.

## Diskografie

### Alben
- 2015: Collateral

### Singles
- 2010: This Kind of Love
- 2010: Irresistible (feat. Ollie James)
- 2011: The Way We See the World (Tomorrowland Anthem) (mit Afrojack & Dimitri Vegas & Like Mike)
- 2011: We’re All No One (feat. Afrojack & Steve Aoki)
- 2012: You’re Gonna Love Again
- 2012: Reason (mit Hook N Sling)
- 2012: In My Head (mit David Guetta & Daddy’s Groove)
- 2012: Something to Believe In (mit Norman Doray feat. Cookie)
- 2012: Like Home (mit Nicky Romero)
- 2013: Hold On
- 2013: Revolution (mit R3HAB & Ummet Ozcan)
- 2013: Army (mit Sultan + Shepard feat. Omarion)
- 2014: Ready for the Weekend (mit R3HAB & Ayah Marar)
- 2014: Rise Early Morning (feat. Au Revoir Simone)
- 2015: It Feels
- 2015: Haute Mess
- 2015: Lightning Strikes (mit Steve Aoki & Tony Junior)
- 2015: Hey Ricky (feat. Kreayshawn, Dev & Alisa Ueno)
- 2015: The Other Boys (feat. Kylie Minogue, Jake Shears & Nile Rodgers)
- 2016: Bulletproof (feat. Harrison Miya)
- 2016: Let It Go (feat. Nicky Romero)
- 2016: Did We Forget (feat. Amba Shepherd)
- 2016: People Grinnin (feat. The Child of Lov)
- 2016: Anywhere You Go (feat. Timmy Trumpet)
- 2016: Alone (mit Askery)
- 2016: In Your Arms
- 2017: Lost in You (mit Quintino)
- 2017: LOCO (mit Danny Ávila feat. Reverie)
- 2018: Why Do I
- 2018: What Would You Do for Love
- 2018: Emotional (feat. Ryann)
- 2019: Alone (mit Askery feat. Brielle Von Hugel)
- 2019: Habit
- 2019: Sober
- 2021: Basement
- 2024: Come Dance

### Als Gastmusiker
- 2009: Take Me to Ibiza (mit Massive)
- 2012: Livin’ My Love (mit Steve Aoki & LMFAO)
- 2017: Best Friend (Sofi Tukker feat. Nervo, The Knocks & Alisa Ueno)

### Beiträge für Songwriting und Produktion
| - 2005: Rainie Yang – More Than Friends aka 乖不乖 Guai Bu Guai (Obedient or Not) - 2005: Rachel Stevens – Negotiate with Love - 2006: Jolin Tsai – Dancing Diva aka 舞孃 Wu Niang - 2007: Jolin Tsai – Mr Q - 2008: The Pussycat Dolls – If I Was a Man - 2008: Ailing Tai – Blood on the Dancefloor aka PK賽 - 2008: Hannah Montana – Let’s Get Crazy - 2008: Hitomi – 4 Minutes - 2008: Kana Nishino – I Don’t Wanna Know (Japanese title I) - 2008: Kana Nishino – Let It Roll - 2008: Kana Nishino – Quick Fix of Love - 2008: Kana Nishino – In Stereo - 2009: David Guetta feat. Kelly Rowland – When Love Takes Over - 2009: David Guetta feat. Kelly Rowland – It’s the Way You Love Me - 2009: David Guetta feat. Kelly Rowland – Slow - 2009: Richard Grey – Massive - 2009: Ke$ha – Fuck Him (He’s a DJ) - 2009: Ke$ha – VIP - 2009: Ke$ha – Boots & Boys - 2009: Ke$ha – American Fool - 2009: Ke$ha – Radio Radio Radio - 2009: Pixie Lott – You’re My Everything - 2009: Hitomi – Love Me Crazy - 2009: Hitomi – I Dump You Back | - 2009: Hitomi – Just Watch Me (Japanese title Fight for Your Run) - 2010: Armin van Buuren feat. Laura V – Drowning - 2010: Armin van Buuren feat. Nadia Ali – Feels So Good - 2010: Armin van Buuren & Sophie Ellis-Bextor – Not Giving Up on Love - 2010: Kylie Minogue – Put Your Hands Up (If You Feel Love) - 2010: Kana Nishino – Heya (Japanese title Hey Boy) - 2011: Charlee – This Is Me - 2011: Charlee – Too Fast - 2011: Charlee – Dream You to Life - 2011: Wynter Gordon – Drunk on Your Love - 2011: Avicii – Enough Is Enough - 2011: David Guetta feat. Jennifer Hudson – Night of Your Life - 2011: Agnes – Don’t Go Breaking My Heart - 2011: Nicole Scherzinger – Try with Me - 2012: Namie Amuro – Hot Girls - 2012: Namie Amuro – Go Round (’n Round ’n Round) - 2012: Namie Amuro – Let’s Go - 2012: Namie Amuro – Singing Yeah – Oh - 2012: Jane Huang – Yao Ming (要命) - 2012: Norman Doray feat. Cookie – Something to Believe in - 2013: Agnes – Got Me Good - 2013: Armin van Buuren feat. Laura V – Turn This Love Around - 2014: After School – Triangle |